# Булыкин, Дмитрий Олегович
Дми́трий Оле́гович Булы́кин (род. 20 ноября 1979, Москва) — российский футболист, нападающий. Мастер спорта России по футболу. После завершения карьеры — общественный деятель.
Выступал за московские «Локомотив» и «Динамо», леверкузенский «Байер 04», «Андерлехт» и «Аякс». Из «Андерлехта» дважды отдавался в аренду — в «Фортуну» из Дюссельдорфа и «АДО Ден Хааг». Сыграл за национальную сборную России 15 матчей, забил 7 мячей. Участник чемпионата Европы 2004 года. Эксперт телеканала «Матч ТВ». Посол чемпионата мира 2018 в России.
С 2017 по 2021 год был советником президента «Локомотива». 17 января 2020 года был назначен Российским футбольным союзом на пост офицера РФС по профилактике и борьбе с договорными матчами.

## Ранние годы
Родился 20 ноября 1979 года в Москве. Родители, Олег Сергеевич и Лариса Владимировна, были профессиональными волейболистами, мастерами спорта международного класса. Отец в составе сборной СССР становился чемпионом Европы, выступал за ЦСКА. В настоящее время является заведующим кафедрой физического воспитания ВШЭ. Младшая сестра Ирина — бывшая теннисистка, вице-чемпионка Европы по пляжному теннису. Булыкин в детстве занимался волейболом, плаванием, футболом и шахматами, имеет первый юношеский разряд.

## Клубная карьера
В 1986 году, в возрасте семи лет, начал заниматься спортом в футбольной школе московского «Локомотива». Его первым тренером был Виктор Александрович Харитонов. Через четыре года вместе с командой и тренером перешёл в СДЮСШОР «Трудовые резервы». В 1994 году в составе этой команды выиграл Кубок России среди юношеских команд. В 1995—1996 годах играл в СДЮШОР ЦСКА у Евгения Лапкова. В 1994 году был приглашён в сборную Москвы, и в её составе выиграл чемпионат России среди юношей.

### «Локомотив» (Москва)
С 1995 по 1997 год выступал в Третьей лиге за «Локомотив-д». В конце 1996 года Юрий Сёмин пригласил его в дублирующий состав «железнодорожников».
Дебютировал за «Локомотив» 15 апреля 1997 года. В матче 1/8 финала Кубка России против «УралАЗа» вышел на замену на 74-й минуте вместо Зазы Джанашии. Дебютировал в Высшем дивизионе 9 мая 1998 года в матче против новороссийского «Черноморца», выйдя на замену на 75-й минуте вместо Олега Гараса. Первый гол забил в том же году, 1 июля поразив ворота «Балтики» в гостевом матче. Всего в том сезоне сыграл 14 матчей и забил 3 гола. «Локомотив» завершил чемпионат на третьем месте.
Кроме того, выступал в еврокубках. В 1/16 финала Кубка кубков, в матче против киевского ЦСКА, сделал дубль. И в 1/8 также забил два гола «Спортингу».
В 2000 году в финале Кубка против ЦСКА забил гол, который стал победным.
За три года, проведённых в составе «красно-зелёных», стал бронзовым призёром чемпионата России, дважды вице-чемпионом и трижды обладателем Кубка России. Во всех официальных турнирах за «Локомотив» сыграл 89 матчей и забил 24 гола.
После истечения контракта с клубом, стал свободным агентом. У него были варианты уехать в «Сампдорию» или «Санкт-Галлен», но в итоге он решил остаться в России и подписал контракт с «Динамо».

### «Динамо» Москва

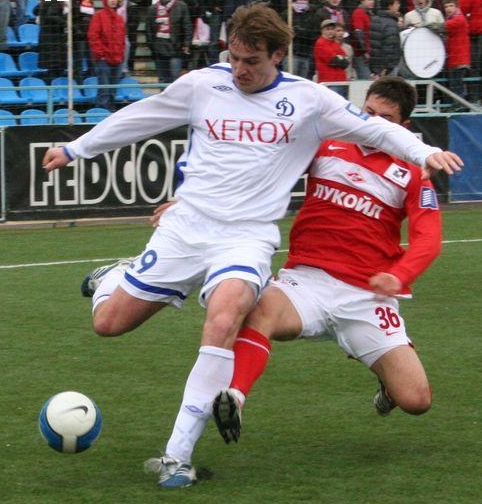
Булыкин в дубле «Динамо», 2007

В «Динамо» стал играть под руководством Валерия Газзаева. В 2003 году при Викторе Прокопенко стал лучшим бомбардиром команды и удостоился приглашения в сборную.
После этого хотел уехать играть в европейский клуб, пойдя на конфликт с руководством клуба. В августе 2005 года был выставлен на трансфер за высокую цену, но его никто не купил.
В 2006 году в «Динамо» пришёл новый тренер Юрий Сёмин, и Булыкин подписал новый контракт на два года и остался в клубе. Через полгода уволили Сёмина, и Дмитрия опять выставили на трансфер.
В июне 2007 года Булыкиным интересовался один из клубов немецкой Бундеслиги. Там надеялись получить игрока как свободного агента, но он заявлял, что «Динамо» его не отпустит. Руководство же клуба говорило, что они давно готовы отпустить Дмитрия бесплатно, и уходить не хотел он сам.

### «Байер 04»

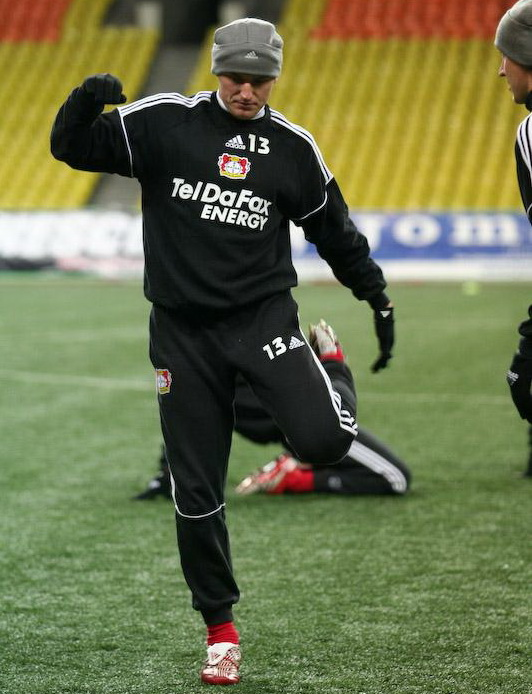
Булыкин в составе «Байера»

В конце августа 2007 года на правах свободного агента перешёл в леверкузенский «Байер». 29 сентября 2007 года дебютировал в чемпионате Германии, выйдя на замену за 9 минут до конца домашнего матча 8-го тура против «Баварии» (0:1).
19 декабря 2007 года в матче группового турнира Кубка УЕФА против «Цюриха» Булыкин, не забивавший в официальных играх больше года, оформил дубль (матч закончился со счетом 5:0). В ответном матче 1/4 финала Кубка УЕФА в Санкт-Петербурге Булыкин забил гол в ворота «Зенита», который оказался единственным в матче.
В чемпионате Бундеслиги отличился двумя забитыми мячами — в матчах с «Энерги» и «Баварией».
Всего в составе «Байера» провёл 19 матчей и забил 5 мячей.

### «Андерлехт»
18 августа 2008 года стал игроком бельгийского «Андерлехта», сумма трансфера составила € 1 млн. 30 августа нападающий дебютировал за бельгийскую команду, забив два мяча в ворота «Кортрейка». Но из-за конфликта с тренером Булыкин провёл сезон на скамейке запасных и на следующий год был отдан в аренду в «Фортуну».
После окончания срока аренды вернулся в «Андерлехт». Но опять из-за главного тренера Ариэля Якобса он вынужден был вновь покинуть клуб.

#### «Фортуна» (Дюссельдорф)
28 июля 2009 года на правах аренды перешёл в дюссельдорфскую «Фортуну», которая выступала во Второй Бундеслиге. Немецкий клуб давно хотел его купить, но не мог договориться с «Андерлехтом».
В первом же матче за новый клуб получил травму: 3 августа в игре первого раунда Кубка Германии с «Гамбургом» получил перелом пятой плюсневой кости. В последующих играх усугубил повреждение, играя почти два месяца с травмой. 20 сентября забил первый гол за немецкий клуб. В конце января возобновил тренировки. До конца сезона принял участие только в двух матчах.

#### «АДО Ден Хааг»
3 августа 2010 года перешёл на правах годичной аренды в нидерландский клуб «АДО Ден Хааг». В дебютной игре, состоявшейся 22 августа, отметился дублем в ворота «ВВВ-Венло», а его команда одержала победу со счётом 3:2. В первых девяти матчах в чемпионате и Кубке Нидерландов забил 9 мячей. По окончании сезона в списке лучших бомбардиров чемпионата с 21 голом занял второе место, уступив Бьорну Влеминксу, у которого на счету было 23 мяча.

### «Аякс»

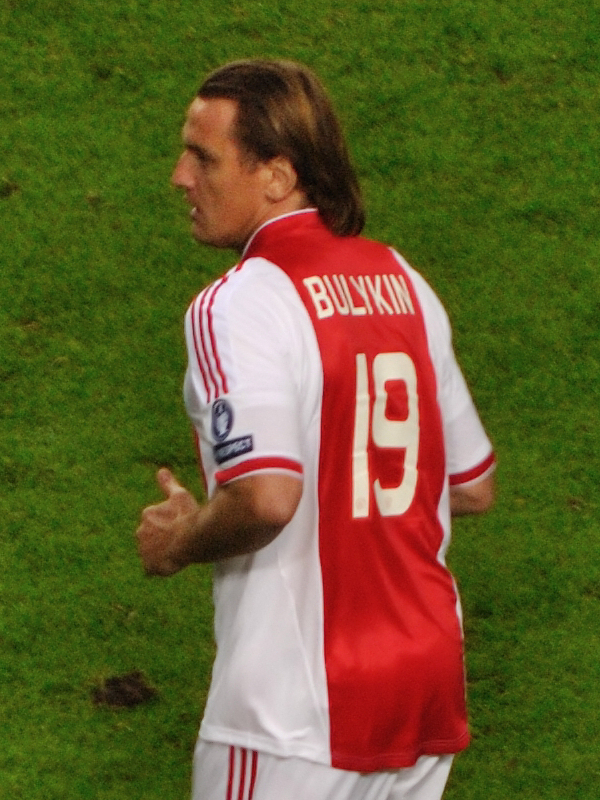
Булыкин в составе «Аякса»

31 августа 2011 года подписал однолетний контракт с амстердамским «Аяксом».
14 сентября дебютировал за «Аякс», выйдя на замену в концовке встречи 1-го тура Лиги чемпионов против «Лиона». 18 сентября в поединке чемпионата Голландии против ПСВ вышел на замену по ходу второго тайма, а на 79-й минуте забил свой первый гол за «Аякс», вырвав тем самым ничью для своей команды. 19 февраля 2012 года сделал дубль в матче чемпионата против клуба НЕК и вступил в Клуб Григория Федотова и Клуб 100 российских бомбардиров.
Всего в первом сезоне за «Аякс» провёл в чемпионате Нидерландов 19 матчей, забив 9 голов. Стал чемпионом Нидерландов 2011/12 и был признан самым эффективным нападающим чемпионата. По истечении контракта «Аякс» и Булыкин не стали продлевать соглашение и Дмитрий стал свободным агентом.

### «Твенте»
20 июля 2012 года перешёл в нидерландский клуб «Твенте». Контракт был заключён по схеме 1+1.
2 августа 2012 года состоялся дебют Булыкина в новой команде в матче квалификационного раунда Лиги Европы против чешского клуба «Млада-Болеслав». Булыкин появился на поле в начале второго тайма вместо Глинора Плета и имел несколько хороших возможностей для взятия ворот. 26 августа забил первый гол за «Твенте», поразив ворота клуба НЕК.

### «Волга» (Нижний Новгород)
20 сентября 2013 года нижегородская «Волга» подписала контракт с Булыкиным по схеме 1+1. Он редко выходил в стартовом составе, не забил ни одного гола, и клуб задерживал ему зарплату. 5 июня 2014 года покинул «Волгу». А уже 6 июня 2014 года получил тренерскую лицензию категории А, поскольку ранее заявлял, что хотел бы в будущем тренировать «Динамо». Однако игрок не рассматривал вариант завершения карьеры — он хотел продолжить играть в России или в Нидерландах, однако возвращению в нидерландский чемпионат помешал лимит на легионеров.

### Завершение карьеры
31 марта 2016 года объявил о завершении профессиональной карьеры. Свой последний матч на профессиональном уровне провёл 10 марта 2014 года, когда вышел на замену в гостевом матче «Волги» с «Амкаром» (1:5).

## Сборная России
В 1998 году впервые получил вызов в молодёжную сборную России. 10 октября дебютировал в матче со сверстниками из Франции, в рамках отборочного цикла на Олимпиаду в Сиднее. Россияне победили 2:1, Булыкин вышел на замену на 76-й минуте вместо Ролана Гусева. Всего за «молодёжку» сыграл 4 матча, проведя также в 1999 году игры с командами Армении, Исландии и Словакии.
В 2003 году в России состоялся матч между сборной России и сборной легионеров РФПЛ. В этом матче Булыкин дебютировал за национальную сборную. Выйдя на замену на 38-й минуте вместо Евгения Алдонина, он забил два гола. В том же году Георгий Ярцев пригласил Булыкина в первую сборную. Он дебютировал за неё 6 сентября в гостевом матче против Ирландии, который являлся отборочным на чемпионат Европы. Дмитрий провёл полный матч, был заметен на поле и принял непосредственное участие в голевой атаке своей команды. Уже в следующем матче против швейцарцев, 10 сентября, футболист открыл счёт голам за национальную сборную и оформил хет-трик. Примечательным получился его второй гол, перед которым Дмитрий в силовой борьбе обыграл последовательно трёх защитников сборной Швейцарии. 11 октября на 29-й минуте матча со сборной Грузии Дмитрий при счёте 0:1 сравнял счёт. В итоге Россия победила 3:1, а затем выиграла стыковые матчи. Во время стыковых матчей Булыкин заявил, что из валлийской сборной он знал только Райана Гиггза, чем привёл в бешенство валлийских болельщиков и валлийскую прессу, нагнетавшую обстановку.
В 2004 году сыграл три неофициальных матча за сборную. В феврале в Японии, против олимпийской сборной этой страны и против клуба «Симидзу С-Палс», и 2 июня матч против сборной легионеров РФПЛ. В 2004 Дмитрий выступал на чемпионате Европы принял участие во всех трёх матчах, забивший один гол в ворота сборной Греции, будущего чемпиона Европы.
За своё выступление сборная подверглась критике, в том числе и Булыкин, не реализовавший серию моментов в матчах и отличившийся всего один раз. При этом, по словам Александра Мостового, после поражения от Испании на Евро-2004 со счётом 0:1 Ярцев громче всех отчитывал Булыкина в раздевалке за провалы в матче.
Последний матч за команду провёл в том же году. 13 октября Россия потерпела самое крупное поражение в своей новейшей истории. В Лиссабоне Португалия разгромила россиян со счётом 7:1.
В 2010 году заявил, что всерьёз намерен вернуться в сборную России и рассчитывает своей игрой в чемпионате Нидерландов заслужить вызов от Дика Адвоката, однако до конца своей карьеры в сборную не вызывался ни разу.

## Послеигровая карьера
14 июня 2017 года назначен советником президента «Локомотива». Занимался вопросами стратегии и развития детско-юношеской системы клуба. 30 апреля 2021 года объявил об уходе из клуба.

## Игровые характеристики
Являясь довольно высоким и крепким игроком, на поле играл на позиции таранного форварда. Благодаря своему росту и телосложению Булыкин во время атак мог не просто обыгрывать противника один-в-один, а попросту оттолкнуть его: так, в 2003 году в игре против сборной Швейцарии попросту «протаранил» трёх швейцарцев, прежде чем забить гол.
Отлично играл головой, а также был надёжен в обороне, приходя в штрафную при стандартных положениях. Сильными сторонами являлись скорость и работоспособность. Главные недостатки — отсутствие ярко выраженного дриблинга и стабильности.
В плане трансферной стоимости Булыкин оценивал себя иронично в один доллар США.

## Личная жизнь
В 2005 году стал жить вместе со своей девушкой, модельером Екатериной Полянской, которая ранее была замужем за сыном Иосифа Кобзона Андреем. До этого встречался с Оксаной Купцовой. 16 декабря 2007 года стал отцом: в Москве жена родила ему девочку, названную Агатой. В 2010 году Екатерина родила ещё одну девочку — Виталину.
В 2000 году принимал участие в телеигре «Сто к одному».
Снимался вместе с Сергеем Овчинниковым, Зауром Хаповым и Радославом Батаком в клипе на песню Non Stop поп-группы REFLEX.
Во время визита Пеле в Москву в 2003 году как капитан «Динамо» подарил ему динамовскую майку № 10 с надписью ПЕЛЕ.
13 июня 2007 года защитил диссертацию на учёную степень кандидата педагогических наук по специальности «Биомеханика» на тему «Техника стартовых действий в футболе и легкоатлетическом спринте» в РГУФК.
Также в 2007 году играл самого себя в сериале «Счастливы вместе». Появлялся в двух эпизодах: в 113-й серии «Реклама требует жертв» в рекламе кроссовок «Зевс», а в 155-й «Весь мир театр, все бабы в него ходят» был звездой в спортбаре.
Любит кататься на мотоциклах, предпочитает марку BMW.
Свободное время любит проводить с друзьями и семьёй, иногда ходит в рестораны, боулинг и бильярд. В плане еды Дмитрию больше всего нравится русская кухня.
В 2012 году впервые в жизни совершил прыжок с парашютом вместе с сестрой.

## Статистика

### Клубная
| Клуб                    | Сезон                   | Чемпионат | Чемпионат | Плей-офф | Плей-офф | Кубок | Кубок | Еврокубки | Еврокубки | Итого | Итого |
| Клуб                    | Сезон                   | Игры      | Голы      | Игры     | Голы     | Игры  | Голы  | Игры      | Голы      | Игры  | Голы  |
| ----------------------- | ----------------------- | --------- | --------- | -------- | -------- | ----- | ----- | --------- | --------- | ----- | ----- |
| Локомотив               | 1997                    | 0         | 0         | 0        | 0        | 1     | 0     | 1         | 0         | 2     | 0     |
| Локомотив               | 1998                    | 14        | 3         | 0        | 0        | 1     | 1     | 4         | 4         | 19    | 8     |
| Локомотив               | 1999                    | 26        | 8         | 0        | 0        | 1     | 1     | 9         | 3         | 36    | 12    |
| Локомотив               | 2000                    | 22        | 3         | 0        | 0        | 3     | 1     | 7         | 0         | 32    | 4     |
| Всего за «Локомотив»    | Всего за «Локомотив»    | 62        | 14        | 0        | 0        | 6     | 3     | 21        | 7         | 89    | 24    |
| Динамо                  | 2001                    | 23        | 8         | 0        | 0        | 2     | 2     | 3         | 0         | 28    | 10    |
| Динамо                  | 2002                    | 27        | 5         | 0        | 0        | 1     | 0     | 0         | 0         | 28    | 5     |
| Динамо                  | 2003                    | 29        | 9         | 0        | 0        | 1     | 0     | 0         | 0         | 30    | 9     |
| Динамо                  | 2004                    | 22        | 1         | 0        | 0        | 2     | 0     | 0         | 0         | 24    | 1     |
| Динамо                  | 2005                    | 8         | 1         | 0        | 0        | 1     | 0     | 0         | 0         | 9     | 1     |
| Динамо                  | 2006                    | 10        | 2         | 0        | 0        | 2     | 1     | 0         | 0         | 12    | 3     |
| Динамо                  | 2007                    | 0         | 0         | 0        | 0        | 0     | 0     | 0         | 0         | 0     | 0     |
| Всего за «Динамо»       | Всего за «Динамо»       | 119       | 26        | 0        | 0        | 9     | 3     | 3         | 0         | 131   | 29    |
| Байер 04                | 2007/08                 | 14        | 2         | 0        | 0        | 0     | 0     | 4         | 3         | 18    | 5     |
| Байер 04                | 2008/09                 | 1         | 0         | 0        | 0        | 0     | 0     | 0         | 0         | 1     | 0     |
| Всего за «Байер 04»     | Всего за «Байер 04»     | 15        | 2         | 0        | 0        | 0     | 0     | 4         | 3         | 19    | 5     |
| Андерлехт               | 2008/09                 | 10        | 3         | 0        | 0        | 2     | 0     | 0         | 0         | 12    | 3     |
| Всего за «Андерлехт»    | Всего за «Андерлехт»    | 10        | 3         | 0        | 0        | 2     | 0     | 0         | 0         | 12    | 3     |
| Фортуна                 | 2009/10                 | 10        | 1         | 0        | 0        | 1     | 0     | 0         | 0         | 11    | 1     |
| Всего за «Фортуну»      | Всего за «Фортуну»      | 10        | 1         | 0        | 0        | 1     | 0     | 0         | 0         | 11    | 1     |
| АДО Ден Хааг            | 2010/11                 | 30        | 21        | 2        | 1        | 2     | 1     | 0         | 0         | 34    | 23    |
| Всего за «АДО Ден Хааг» | Всего за «АДО Ден Хааг» | 30        | 21        | 2        | 1        | 2     | 1     | 0         | 0         | 34    | 23    |
| Аякс                    | 2011/12                 | 19        | 9         | 0        | 0        | 3     | 1     | 4         | 0         | 26    | 10    |
| Всего за «Аякс»         | Всего за «Аякс»         | 19        | 9         | 0        | 0        | 3     | 1     | 4         | 0         | 26    | 10    |
| Твенте                  | 2012/13                 | 21        | 5         | 0        | 0        | 0     | 0     | 3         | 0         | 24    | 7     |
| Всего за «Твенте»       | Всего за «Твенте»       | 21        | 5         | 0        | 0        | 0     | 0     | 3         | 0         | 24    | 7     |
| Волга (НН)              | 2013/14                 | 7         | 0         | 0        | 0        | 0     | 0     | 0         | 0         | 7     | 0     |
| Всего за «Волгу»        | Всего за «Волгу»        | 7         | 0         | 0        | 0        | 0     | 0     | 0         | 0         | 7     | 0     |
| Всего за карьеру        | Всего за карьеру        | 293       | 80        | 2        | 1        | 23    | 8     | 36        | 10        | 354   | 102   |

### Международная

#### Молодёжная сборная России
| Матчи и голы Булыкина за молодёжную сборную России | Матчи и голы Булыкина за молодёжную сборную России | Матчи и голы Булыкина за молодёжную сборную России | Матчи и голы Булыкина за молодёжную сборную России | Матчи и голы Булыкина за молодёжную сборную России | Матчи и голы Булыкина за молодёжную сборную России | Матчи и голы Булыкина за молодёжную сборную России |
| №                                                  | Дата                                               | Место                                              | Оппонент                                           | Счёт                                               | Голы Булыкина                                      | Соревнование                                       |
| -------------------------------------------------- | -------------------------------------------------- | -------------------------------------------------- | -------------------------------------------------- | -------------------------------------------------- | -------------------------------------------------- | -------------------------------------------------- |
| 1                                                  | 10 октября 1998                                    | «Локомотив», Москва, Россия                        | Франция                                            | 2:1                                                | -                                                  | Отборочные матчи Олимпийских игр 2000              |
| 2                                                  | 27 марта 1999                                      | Городской стадион, Гюмри, Армения                  | Армения                                            | 2:0                                                | -                                                  | Отборочные матчи Олимпийских игр 2000              |
| 3                                                  | 9 июня 1999                                        | «Локомотив», Москва, Россия                        | Исландия                                           | 3:0                                                | -                                                  | Отборочные матчи Олимпийских игр 2000              |
| 4                                                  | 13 ноября 1999                                     | «Динамо», Москва, Россия                           | Словакия                                           | 0:1                                                | -                                                  | Отборочные матчи Олимпийских игр 2000              |

Итого: 4 матча; 3 победы, 0 ничьих, 1 поражение.

#### Сборная России
| Матчи и голы Булыкина за сборную России | Матчи и голы Булыкина за сборную России | Матчи и голы Булыкина за сборную России | Матчи и голы Булыкина за сборную России | Матчи и голы Булыкина за сборную России | Матчи и голы Булыкина за сборную России | Матчи и голы Булыкина за сборную России |
| №                                       | Дата                                    | Место                                   | Оппонент                                | Счёт                                    | Голы Булыкина                           | Соревнование                            |
| --------------------------------------- | --------------------------------------- | --------------------------------------- | --------------------------------------- | --------------------------------------- | --------------------------------------- | --------------------------------------- |
| 1                                       | 6 сентября 2003                         | «Лэнсдаун Роуд», Дублин, Ирландия       | Ирландия                                | 1:1                                     | -                                       | Отборочные матчи ЧЕ-2004                |
| 2                                       | 10 сентября 2003                        | «Локомотив», Москва, Россия             | Швейцария                               | 4:1                                     | 3                                       | Отборочные матчи ЧЕ-2004                |
| 3                                       | 11 октября 2003                         | «Локомотив», Москва, Россия             | Грузия                                  | 3:1                                     | 1                                       | Отборочные матчи ЧЕ-2004                |
| 4                                       | 15 ноября 2003                          | «Локомотив», Москва, Россия             | Уэльс                                   | 0:0                                     | -                                       | Отборочные матчи ЧЕ-2004                |
| 5                                       | 19 ноября 2003                          | «Миллениум», Кардифф, Уэльс             | Уэльс                                   | 1:0                                     | -                                       | Отборочные матчи ЧЕ-2004                |
| 6                                       | 31 марта 2004                           | «Васил Левски», София, Болгария         | Болгария                                | 2:2                                     | -                                       | Товарищеский матч                       |
| 7                                       | 28 апреля 2004                          | «Уллевол», Осло, Норвегия               | Норвегия                                | 2:3                                     | -                                       | Товарищеский матч                       |
| 8                                       | 25 мая 2004                             | «UPC-Арена», Грац, Австрия              | Австрия                                 | 0:0                                     | -                                       | Товарищеский матч                       |
| 9                                       | 12 июня 2004                            | «Алгарве», Фару, Португалия             | Испания                                 | 0:1                                     | -                                       | Финальные матчи ЧЕ-2004                 |
| 10                                      | 16 июня 2004                            | «Да Луж», Лиссабон, Португалия          | Португалия                              | 0:2                                     | -                                       | Финальные матчи ЧЕ-2004                 |
| 11                                      | 20 июня 2004                            | «Алгарве», Фару, Португалия             | Греция                                  | 2:1                                     | 1                                       | Финальные матчи ЧЕ-2004                 |
| 12                                      | 18 августа 2004                         | «Динамо», Москва, Россия                | Литва                                   | 4:3                                     | 1                                       | Товарищеский матч                       |
| 13                                      | 4 сентября 2004                         | «Динамо», Москва, Россия                | Словакия                                | 1:1                                     | 1                                       | Отборочные матчи ЧМ-2006                |
| 14                                      | 9 октября 2004                          | «Жози Бартель», Люксембург              | Люксембург                              | 4:0                                     | -                                       | Отборочные матчи ЧМ-2006                |
| 15                                      | 13 октября 2004                         | «Жозе Алваладе», Лиссабон, Португалия   | Португалия                              | 1:7                                     | -                                       | Отборочные матчи ЧМ-2006                |

Итого: 15 матчей / 7 голов; 6 побед, 5 ничьих, 4 поражения.
| Сборная          | Год              | Отборочные матчи ЧМ | Отборочные матчи ЧМ | Финальные матчи ЧМ | Финальные матчи ЧМ | Отборочные матчи ЧЕ | Отборочные матчи ЧЕ | Финальные матчи ЧЕ | Финальные матчи ЧЕ | Товарищеские матчи | Товарищеские матчи | Итого | Итого |
| Сборная          | Год              | Игры                | Голы                | Игры               | Голы               | Игры                | Голы                | Игры               | Голы               | Игры               | Голы               | Игры  | Голы  |
| ---------------- | ---------------- | ------------------- | ------------------- | ------------------ | ------------------ | ------------------- | ------------------- | ------------------ | ------------------ | ------------------ | ------------------ | ----- | ----- |
| Россия           | 2003             | —                   | —                   | —                  | —                  | 5                   | 4                   | —                  | —                  | —                  | —                  | 5     | 4     |
| Россия           | 2004             | 3                   | 1                   | —                  | —                  | —                   | —                   | 3                  | 1                  | 4                  | 1                  | 10    | 3     |
| Всего за карьеру | Всего за карьеру | 3                   | 1                   | 0                  | 0                  | 5                   | 4                   | 3                  | 1                  | 4                  | 1                  | 15    | 7     |

## Достижения

### Командные
«Локомотив»
- Серебряный призёр чемпионата России (2): 1999, 2000
- Бронзовый призёр чемпионата России: 1998
- Обладатель Кубка России (2): 1996/97, 1999/2000

«Аякс»
- Чемпион Нидерландов: 2011/12

### Личные
- Член Клуба Григория Федотова
- Член Клуба 100 российских бомбардиров
- Лучший российский футболист за рубежом: 2011[82]
- Футбольный джентльмен года в России: 2003
- В списке 33 лучших футболистов чемпионата России: № 2 (2003)

## Вне спорта
15 июня 2019 года сообщил о том, что намерен выдвигаться кандидатом в депутаты в Мосгордуму по 43 избирательному округу (районы Арбат, Пресненский, Хамовники) на предстоящих 8 сентября выборах в качестве самовыдвиженца. Но не участвовал в выборах, не сумев набрать достаточное количество подписей для регистрации кандидатом в МГД.
В июне 2021 года включён в федеральный список партии «Родина» для участия в выборы депутатов Государственной думы Федерального собрания Российской Федерации VIII созыва.